# Marianne Vos
Marianne Vos (Wijk en Aalburg, 13 de maio de 1987) é uma desportista neerlandesa que compete no ciclismo nas modalidades de estrada, pista (especialista nas provas de pontuação e scratch) e ciclocross. Pelo seu palmarés, bicampeã olímpica (Pequim 2008 e Londres 2012), três vezes campeã mundial em estrada, duas vezes campeã mundial em pista e sete vezes campeã mundial em ciclocross, é uma das ciclistas femininas mais laureadas da história e a única em coroar-se em três especialidades diferentes.
Participou em três Jogos Olímpicos de Verão, entre os anos 2008 e 2016, obtendo ao todo duas medalhas de ouro, a primeira em Pequim 2008, na carreira por pontos (ciclismo em pista), e a segunda em Londres 2012, na prova de rota feminina.
Entre os seus principais sucessos em estrada estão as vitórias em três edições do Giro d'Italia (nos anos 2011, 2012 e 2014), em cinco temporadas da Copa do Mundo de Ciclismo Feminina (2007, 2009, 2010, 2012 e 2013), em cinco edições da Flecha Valona (2007, 2008, 2009, 2011 e 2013), entre outras. Ademais tem ganhado nove medalhas no Campeonato Mundial de Ciclismo em Estrada, nos anos 2006 e 2013, e duas medalhas no Campeonato Europeu de Ciclismo em Estrada, ouro em 2017 e prata em 2018. Nos Jogos Europeus de 2019 obteve a medalha de prata na prova de rota.
Em pista obteve duas medalhas de ouro no Campeonato Mundial de Ciclismo em Pista, nos anos 2008 e 2011.
Em ciclocross conseguiu onze medalhas no Campeonato Mundial de Ciclocross entre os anos 2006 e 2019, e quatro medalhas no Campeonato Europeu de Ciclocross entre os anos 2003 e 2009.

## Trajectória desportiva
Entre os anos 2002 e 2003 ganhou vários campeonatos júnior de ciclismo de montanha. Em 2004 começou a destacar em ciclocross e no estrada, ganhando o Campeonato Europeu de Ciclocross em 2005 e proclamando-se campeã e subcampeã mundial em estrada em 2004 e 2005, respectivamente (em categoria júnior). Ingressou em 2006 à equipa DSB–Ballast Nedam, coroando-se no Mundial de Ciclocross e no Mundial em Estrada. Um ano depois, dito equipa subiu ao profissionalismo, podendo disputar ela todo o calendário profissional e, graças às suas vitórias, convertendo essa equipa, com as suas diferentes denominações, num das mais potentes do mundo.
Em 2008 acrescentou a seu palmarés a medalha de ouro no Mundial de Pista e nos Jogos Olímpicos de Verão de 2008, ambas na carreira por pontos.
A princípios do 2011 fez-se com o seu quarto Campeonato Mundial de Ciclocross com apenas 23 anos e depois de dominar grande parte das provas de ciclocross e estrada finalmente fez-se com o Giro d'Italia, a prova mais importante do ciclismo feminino ao ter mais de uma semana e a única Grande Volta que a ficava em sua palmarés (as outras grandes provas como o Tour de l'Aude ou a Grande Boucle já não se disputavam).
Devido à sua superioridade o seu director desportivo, Jeroen Blijlevens, propôs que face à motivar e que progredisse poder introduzir numa equipa masculino na que ela fora uma das integrantes face a disputar carreiras com um maior nível competitivo. De facto, apesar do reduzido calendário profissional feminino, tem chegado a superar as trinta vitórias oficiais em 2011 apenas contando a estrada, duplicando nesse ano à segunda corredora com mais vitórias. Superando as 100 vitórias profissionais em estrada em 5 anos.
Depois de vencer na carreira de estrada dos Jogos Olímpicos de Verão de 2012, pôs-se como objectivo competir profissionalmente no ciclismo de montanha, face a tentar obter medalha nesta especialidade nos Jogos Olímpicos de Verão de 2016; ainda que uma lesão em 2015 freou a sua preparação e só pôde se classificar em estrada, ficando nona na Ciclismo nos Jogos Olímpicos de Verão de 2016 - Corrida em estrada feminina.

## Medalheiro internacional

### Ciclismo em estrada
| Jogos Olímpicos    | Jogos Olímpicos             | Jogos Olímpicos  | Jogos Olímpicos            |
| Ano                | Lugar                       | Medalha          | Competição                 |
| ------------------ | --------------------------- | ---------------- | -------------------------- |
| 2012               | Londres ( Reino Unido)      | Medalha de ouro  | Rota                       |
| Campeonato Mundial |                             |                  |                            |
| Ano                | Lugar                       | Medalha          | Competição                 |
| 2006               | Salzburgo ( Áustria)        | Medalha de ouro  | Rota                       |
| 2007               | Stuttgart ( Alemanha)       | Medalha de prata | Rota                       |
| 2008               | Varese ( Itália)            | Medalha de prata | Rota                       |
| 2009               | Mendrisio ( Suíça )         | Medalha de prata | Rota                       |
| 2010               | Melbourne ( Austrália)      | Medalha de prata | Rota                       |
| 2011               | Copenhaga ( Dinamarca)      | Medalha de prata | Rota                       |
| 2012               | Valkenburg ( Países Baixos) | Medalha de ouro  | Rota                       |
| 2013               | Florença ( Itália)          | Medalha de ouro  | Rota                       |
| 2013               | Florença ( Itália)          | Medalha de prata | Contrarrelógio por equipas |
| Jogos Europeus     |                             |                  |                            |
| Ano                | Lugar                       | Medalha          | Competição                 |
| 2019               | Minsk ( Bielorrússia)       | Medalha de prata | Rota                       |
| Campeonato Europeu |                             |                  |                            |
| Ano                | Lugar                       | Medalha          | Competição                 |
| 2017               | Herning ( Dinamarca)        | Medalha de ouro  | Rota                       |
| 2018               | Glasgow ( Reino Unido)      | Medalha de prata | Rota                       |

### Ciclismo em pista
| Jogos Olímpicos    | Jogos Olímpicos            | Jogos Olímpicos | Jogos Olímpicos |
| Ano                | Lugar                      | Medalha         | Competição      |
| ------------------ | -------------------------- | --------------- | --------------- |
| 2008               | Pequim ( China)            | Medalha de ouro | Pontuação       |
| Campeonato Mundial |                            |                 |                 |
| Ano                | Lugar                      | Medalha         | Competição      |
| 2008               | Manchester ( Reino Unido)  | Medalha de ouro | Pontuação       |
| 2011               | Apeldoorn ( Países Baixos) | Medalha de ouro | Scratch         |

### Ciclocross
| Campeonato Mundial | Campeonato Mundial           | Campeonato Mundial | Campeonato Mundial |
| Ano                | Lugar                        | Medalha            | Competição         |
| ------------------ | ---------------------------- | ------------------ | ------------------ |
| 2006               | Zeddam ( Países Baixos)      | Medalha de ouro    | Individual         |
| 2008               | Treviso ( Itália)            | Medalha de prata   | Individual         |
| 2009               | Hoogerheide ( Países Baixos) | Medalha de ouro    | Individual         |
| 2010               | Tábor ( Chéquia)             | Medalha de ouro    | Individual         |
| 2011               | Sankt Wendel ( Alemanha)     | Medalha de ouro    | Individual         |
| 2012               | Koksijde ( Bélgica)          | Medalha de ouro    | Individual         |
| 2013               | Louisville ( Estados Unidos) | Medalha de ouro    | Individual         |
| 2014               | Hoogerheide ( Países Baixos) | Medalha de ouro    | Individual         |
| 2015               | Tábor ( Chéquia)             | Medalha de bronze  | Individual         |
| 2017               | Bieles ( Luxemburgo)         | Medalha de prata   | Individual         |
| 2019               | Bogense ( Dinamarca)         | Medalha de bronze  | Individual         |
| Campeonato Europeu |                              |                    |                    |
| Ano                | Lugar                        | Medalha            | Competição         |
| 2003               | Tábor ( Chéquia)             | Medalha de prata   | Individual         |
| 2005               | Pontchâteau ( França)        | Medalha de ouro    | Individual         |
| 2006               | Huijbergen ( Países Baixos)  | Medalha de bronze  | Individual         |
| 2009               | Hoogstraten ( Bélgica)       | Medalha de ouro    | Individual         |

## Palmarés

### Cyclo-cross
| 2003 (como amador) - - 2.ª no Campeonato Europeu de Ciclocross 2004 (como amador) - - 2.ª na Copa do Mundo 2006 (como amador) - - Campeonato Mundial - Campeonato Europeu de Ciclocross - 2.ª no Campeonato dos Países Baixos - Hénin-Beaumont - Treviso - Vossem - Cauberg Cyclo-cross - 3.ª no Campeonato Europeu - 2007 - 2.ª no Campeonato dos Países Baixos - 3.ª no Campeonato Europeu de Ciclocross - Antwerpen - 2008 - 2.ª no Campeonato Mundial - Heusden-Zolder - 2009 - Campeonato Mundial - Sluitingsprijs Oostmalle - Campeonato Europeu de Ciclocross - Koksijde - Frankfurt am Main - Heusden-Zolder - 2010 - G.P. Hôtel Threeland - Sint-Michielsgestel - Centrumcross - Hoogerheide - 2.ª na Copa do Mundo - Campeonato Mundial - Internationale Sluitingsprijs Oostmalle - Ranking UCI - Scheldecross - Azencross/Cross des as - 2011 - Grand Prix Hotel Threeland - Campeonato dos Países Baixos - Pont-Château - Campeonato Mundial - 3.ª na Copa do Mundo - 3.ª no Ranking UCI - Cauberg Cyclo-cross - Gieten - Frankfurter Rad-Cross - G.P. Rouwmoer - Namur - Internationale Centrumcross van Surhuisterveen - Diegem - Heusden-Zolder - Azencross/Cross des as - Fidea Cyclo-cross Leuven | - 2012 - Grand Prix Hotel Threeland - Campeonato dos Países Baixos - Liévin - Internationale Cyclo-Cross Rucphen - Hoogerheide - Campeonato Mundial - Krawatencross - Cauberg cyclo-cross - 2.ª na Copa do Mundo - 2.ª no Ranking UCI - Heusden-Zolder - 2013 - Grand Prix Hotel Threeland - Internationale Centrumcross van Surhuisterveen - Roma - Campeonato dos Países Baixos - Cyclocross Otegem - Internationale Cyclo-Cross Rucphen - Hoogerheide - Campeonato Mundial - Lille-B - Den Bosch - Valkenburg aan de Geul - Woerden - 2014 - Surhuisterveen - Campeonato dos Países Baixos - Leuven - Nommay - 3.ª na Copa do Mundo - Campeonato Mundial - 2015 - 3.ª no Campeonato Mundial - Centrumcross - Campeonato dos Países Baixos - 2017 - Campeonato dos Países Baixos - 2.ª no Campeonato Mundial - 2019 - 2.ª no Campeonato dos Países Baixos - 2.ª no Campeonato Europeu de Ciclocross - 3.ª no Campeonato Mundial - Copa do Mundo |

### Estrada
| 2005 (como amador) - - Omloop van Borsele 2006 (como amador) - - 1 etapa da Gracia-Orlová - Omloop van Borsele - 1 etapa da Emakumeen Bira - Campeonato dos Países Baixos em Estrada - Campeonato Europeu em Estrada sub-23 - Tour Féminin en Limousin, mais 2 etapas - 1 etapa do Trophée d'Or Féminin - Campeonato Mundial em Estrada - 2.ª no Ranking UCI - 2007 - Ronde van Gelderland - Flecha Valona Feminina - Giro de San Marino, mais 3 etapas - Omloop van Borsele - 2 etapas do Tour de l'Aude Feminino, mais classificação por pontos e classificação das jovens - 2 etapas da Iurreta-Emakumeen Bira - Rabobank Ster Zeeuwsche Eilanden, mais 1 etapa - 2.ª no Campeonato dos Países Baixos em Estrada - 1 etapa do Giro de Itália Feminino - Campeonato Europeu em Estrada sub-23 - 7-Dorpenomloop Aalburg - Holland Hills Classic - Holland Ladies Tour - Volta a Nuremberg - Copa do Mundo - 2.ª no Campeonato Mundial em Estrada - Ranking UCI - 2008 - Grande Prêmio de Dottignies - Flecha Valona Feminina - Gracia-Orlová, mais 3 etapas - Grande Prêmio de Santa Ana - 4 etapas da Volta Feminina a El Salvador - Volta a Occidente, mais 3 etapas - Iurreta-Emakumeen Bira, mais 4 etapas - Campeonato dos Países Baixos em Estrada - 2 etapas do Tour de Feminin-Krásná Lípa - 3.ª na Copa do Mundo - 1 etapa do Giro della Toscana Int. Femminile-Memorial Michela Fanini - 2.ª no Campeonato Mundial em Estrada - Ranking UCI - 2009 - Troféu Alfredo Binda-Comune di Cittiglio - 7-Dorpenomloop Aalburg - Novilon Eurocup Ronde van Drenthe - 1 etapa da Gracia-Orlová - Flecha Valona Feminina - 3.ª no Tour de l'Aude Feminino; mais 3 etapas, classificação por pontos e classificação das jovens - 3.ª na Grande Boucle, mais 1 etapa - Campeonato dos Países Baixos em Estrada - 3.ª no Campeonato Europeu Contrarrelógio sub-23 - 3.ª no Campeonato Europeu em Estrada sub-23 - 3 etapas do Tour de Bretanha feminino - 1 etapa do Tour de Thüringe Feminino - Open de Suède Vargarda - Copa do Mundo - Holland Hills Classic - Holland Ladies Tour - 2 etapas do Giro della Toscana Int. Femminile-Memorial Michela Fanini - 2.ª no Campeonato Mundial em Estrada - Ranking UCI - 2010 - Troféu Alfredo Binda-Comune di Cittiglio - 7-Dorpenomloop Aalburg - Gracia-Orlová, mais 3 etapas - 1 etapa do Tour de l'Aude Feminino, mais classificação das jovens - Durango-Durango Emakumeen Saria - 2 etapas da Iurreta-Emakumeen Bira - Campeonato dos Países Baixos Contrarrelógio - 2.ª no Campeonato dos Países Baixos em Estrada - 2 etapas do Giro de Itália Feminino, mais classificação por pontos e classificação das jovens - 2 etapas de La Route de France - Copa do Mundo - Holland Ladies Tour, mais 2 etapas - 1 etapa do Giro della Toscana Int. Femminile-Memorial Michela Fanini - 2.ª no Campeonato Mundial em Estrada - Ranking UCI - 2011 - 2 etapas do Energiewacht Tour - Drentse 8 van Dwingeloo - Tour de Drenthe - Flecha Valona Feminina - Grande Prêmio Elsy Jacobs - Grande Prêmio Nicolas Frantz - 7-Dorpenomloop Aalburg - Gooik-Geraardsbergen-Gooik - Grande Prêmio Cidade de Valladolid - Durango-Durango Emakumeen Saria - Iurreta-Emakumeen Bira, mais 3 etapas - RaboSter Zeeuwsche Eilanden, mais 2 etapas - Campeonato dos Países Baixos Contrarrelógio - Campeonato dos Países Baixos em Estrada - Giro de Itália Feminino ; mais 5 etapas, classificação por pontos e classificação da montanha - 1 etapa do Trophée d'Or Féminin - Profile Ladies Tour, mais 3 etapas - 2.ª na Copa do Mundo - 2.ª no Campeonato Mundial em Estrada - Ranking UCI | - 2012 - Boels Rental Tour de Drenthe - Novilon Euregio Cup - Troféu Alfredo Binda-Comune di Cittiglio - Festival Elsy Jacobs, mais 1 etapa - Giro de Itália Feminino , mais 5 etapas e classificação por pontos - Tour Féminin em Limousin, mais 2 etapas - Campeonato Olímpico em Estrada - Grande Prêmio de Plouay-Bretaña - BrainWash Ladies Tour, mais 2 etapas - Copa do Mundo - Campeonato Mundial em Estrada - Ranking UCI - 2013 - Drentse 8 - Boels Rental Tour de Drenthe - Volta à Flandres - Flecha Valona Feminina - Festival Elsy Jacobs, mais 1 etapa - 7-Dorpenomloop Aalburg - Durango-Durango Emakumeen Saria - 3 etapas do Giro de Itália Feminino, mais classificação por pontos - Open de Suède Vargarda - Trophée d'Or Féminin, mais 3 etapas - Grande Prêmio de Plouay-Bretaña - Copa do Mundo - 3 etapas do Giro da Toscana-Memorial Michela Fanini - Campeonato Mundial em Estrada - 2.ª no Ranking UCI - 2014 - 2 etapas do Festival Elsy Jacobs - 7-Dorpenomloop Aalburg - Gooik-Geraardsbergen-Gooik - The Women's Tour, mais 3 etapas - Durango-Durango Emakumeen Saria - 2 etapas da Emakumeen Euskal Bira - 3.ª no Campeonato dos Países Baixos Contrarrelógio - 3.ª no Campeonato dos Países Baixos em Estrada - Giro de Itália Feminino , mais 4 etapas e classificação por pontos - La Course by Le Tour de France - Sparkassen Giro - 2 etapas do Ladies Tour of Norway - 1 etapa do Boels Rental Ladies Tour - Aviva Womens Tour - 3.ª na Copa do Mundo - 2016 - Pajot Hills Classic - 7-Dorpenomloop Aalburg - 1 etapa do Volta à Califórnia feminino - Keukens Van Lommel Ladies Classic - 1 etapa do Aviva Womens Tour - 3.ª no Campeonato dos Países Baixos em Estrada - 3 etapas do Tour de Thüringe Feminino - 1 etapa do Lotto Belgium Tour - 2017 - Troféu Maarten Wynants - Rabobank 7-Dorpenomloop Aalburg - Gooik-Geraardsbergen-Gooik - BeNe Ladies Tour, mais 2 etapas - Campeonato Europeu em Estrada - Ladies Tour of Norway - 1 etapa do Lotto Belgium Tour - 2018 - 3.ª no Campeonato dos Países Baixos em Estrada - 1 etapa do Giro de Itália Feminino - BeNe Ladies Tour, mais 1 etapa - 2.ª no Campeonato Europeu em Estrada - Postnord Vårgårda WestSweden RR - Ladies Tour of Norway, mais 3 etapas - 2019 - Troféu Alfredo Binda-Comune di Cittiglio - Tour de Yorkshire, mais 1 etapa - 1 etapa do The Women's Tour - 2.ª nos Jogos Europeus em Estrada - 2.ª no Campeonato dos Países Baixos em Estrada - 4 etapas do Giro de Itália Feminino - La Course by Le Tour de France - Ladies Tour of Norway, mais 3 etapas - Tour Cycliste Féminin International de l'Ardèche, mais 5 etapas - UCI WorldTour Feminino |

### Pista
| - 2007 - Pequim Scratch - Pequim Pontuação - Campeonato dos Países Baixos Scratch - 2.ª no Campeonato dos Países Baixos Perseguição - Campeonato dos Países Baixos Pontuação - Ranking UCI Scratch - 2008 - Quatro Dias de Vierdaagse van Rotterdam (fazendo casal com Adrie Visser) - København Scratch - Campeonato Mundial Pontuação - Campeonato Olímpico Pontuação | - 2010 - Melbourne Eliminação - 2011 - Campeonato Mundial Scratch - 2012 - Revolution Séries de Mánchester Eliminação (dezembro) - Campeonato dos Países Baixos Madison (fazendo casal com Roxane Knetemann) |

### Ciclismo de montanha
- 2013
  - Afxentia-Macheras Forest
  - Nieuwkuijk
  - Norg
  - Steenwijk
- 2015
  - Nieuwkuijk

## Resultados em Grandes Voltas e Campeonatos do Mundo
Durante a sua carreira desportiva tem conseguido os seguintes postos nas Grandes Voltas femininas e nos Campeonatos do Mundo em estrada e ciclocrós:
| Carreira               | 2006 | 2007 | 2008 | 2009 | 2010 | 2011 | 2012 | 2013 | 2014 | 2015 | 2016 | 2017 | 2018 | 2019 |
| ---------------------- | ---- | ---- | ---- | ---- | ---- | ---- | ---- | ---- | ---- | ---- | ---- | ---- | ---- | ---- |
| Giro d'Italia          | -    | 11.ª | -    | -    | 7.ª  | 1.ª  | 1.ª  | 6.ª  | 1.ª  | -    | -    | -    | Ab.  | 20.ª |
| Tour de l'Aude         | -    | 6.ª  | -    | 3.ª  | 8.ª  | X    | X    | X    | X    | X    | X    | X    | X    | X    |
| Grande Boucle          | -    | -    | -    | 3.ª  | X    | X    | X    | X    | X    | X    | X    | X    | X    | X    |
| Mundial em Estrada     | 1.ª  | 2.ª  | 2.ª  | 2.ª  | 2.ª  | 2.ª  | 1.ª  | 1.ª  | 10.ª | -    | 22.ª | 48.ª | -    | 6.ª  |
| Mundial Contrarrelógio | -    | -    | -    | -    | -    | 10.ª | -    | -    | -    | -    | -    | -    | -    | -    |
| Mundial de Ciclocross  | 1.ª  | 7.ª  | 2.ª  | 1.ª  | 1.ª  | 1.ª  | 1.ª  | 1.ª  | 1.ª  | 3.ª  | 1.ª  | 2.ª  |      | 3.ª  |

-: não participa

X: edições não celebradas

## Equipas
- DSB Bank/Nederland Bloeit/Rabobank/Rabo (2006[13]-2020)
  - Team DSB Bank (2006[13]-2008)
  - DSB Bank-Nederland Bloeit (2009)
  - Nederland Bloeit (2010-2011)
  - Rabobank Women Cycling Team (2012)
  - Rabo Women Cycling Team (2013)
  - Rabo Liv Women Cycling Team (2014-2016)
  - WM3 Energie (2017)
  - WaowDeals Pro Cycling (2018)
  - CCC-Liv (2019-2020)